# Praia a Mare
Praia a Mare és un municipi italià de la província de Cosenza (regió de la Calàbria) que l'any 2019 tenia 6.625 habitants.

## Personatges destacats
- Debora Patta (n. 1964), periodista i presentadora de televisió sud-africana; la seva família és d'origen de Praia a Mare.